# Campeonato Mundial de Tiro de 1928
El XXV Campeonato Mundial de Tiro se celebró en La Haya (Países Bajos) en el año 1928 bajo la organización de la Federación Internacional de Tiro Deportivo (ISSF) y la Real Asociación Neerlandesa de Tiradores.

## Resultados

### Masculino
| Evento                                  | Oro                                 | Plata                               | Bronce                              |
| --------------------------------------- | ----------------------------------- | ----------------------------------- | ----------------------------------- |
| Rifle 3 posiciones 300 m                | Olle Ericsson · Suecia · 1093 pts.  | Jakob Reich · Suiza · 1092 pts.     | Josias Hartmann · Suiza · 1091 pts. |
| Rifle 3 posiciones 300 m (equipos)      | Suiza · 5391                        | Suecia · 5339                       | Estados Unidos 5339                 |
| Rifle en pos. tendida 300 m             | Mauritz Eriksson · Suecia · 388     | Olle Ericsson · Suecia · 384        | Reidar Muslie · Noruega · 383       |
| Rifle en pos. de rodillas 300 m         | Karl Zimmermann · Suiza · 374       | Josias Hartmann · Suiza · 370       | Olle Ericsson · Suecia · 368        |
| Rifle en pos. de pie 300 m              | Jakob Reich · Suiza · 347           | Einari Oksa · Finlandia · 344       | Olle Ericsson · Suecia · 341        |
| Rifle militar 3 posiciones 300 m        | Walter Lienhard · Suiza · 505       | Mauritz Eriksson · Suecia · 497     | Karl Zimmermann · Suiza · 489       |
| Rifle militar en pos. tendida 300 m     | Julio Castro del Rosario España 176 | Fréminet Francia 175                | Mauritz Eriksson · Suecia · 174     |
| Rifle militar en pos. de rodillas 300 m | Ernst Tellebach · Suiza · 177       | Ugo Cantelli Italia 174             | Walter Lienhard · Suiza · 171       |
| Rifle militar en pos. de pie 300 m      | Walter Lienhard · Suiza · 161       | Mauritz Eriksson · Suecia · 159     | Karl Zimmermann · Suiza · 158       |
| Pistola 50 m                            | Wilhelm Schnyder · Suiza · 530      | Charles des Jammonières Francia 527 | Fritz Zulauf · Suiza · 526          |
| Pistola 50 m (equipos)                  | Suiza · 2581                        | España 2509                         | Francia 2495                        |

## Medallero
| Núm. | País           | Oro | Plata | Bronce | Total |
| ---- | -------------- | --- | ----- | ------ | ----- |
| 1    | Suiza          | 8   | 2     | 5      | 15    |
| 2    | Suecia         | 2   | 4     | 3      | 9     |
| 3    | España         | 1   | 1     | 0      | 2     |
| 4    | Francia        | 0   | 2     | 1      | 3     |
| 5    | Finlandia      | 0   | 1     | 0      | 1     |
|      | Italia         | 0   | 1     | 0      | 1     |
| 7    | Estados Unidos | 0   | 0     | 1      | 1     |
|      | Noruega        | 0   | 0     | 1      | 1     |
|      | TOTAL          | 11  | 11    | 11     | 33    |